# شهرستان زگوژلتس
شهرستان زگوژلتس (به لهستانی: Powiat Zgorzelec) یک شهرستان در لهستان است که در استان سیلزی سفلی واقع شده‌است. شهرستان زگوژلتس ۸۳۸٫۱۱ کیلومتر مربع مساحت و ۹۴٬۴۰۸ نفر جمعیت دارد.